# گرم رید
گرم رید (انگلیسی: Graeme Reid؛ زادهٔ ۱۵ june ۱۹۴۸ (۷۶ سال)) بازیکن هاکی روی چمن اهل استرالیا است.